# Melogale moschata
El tejón turón chino (Melogale moschata) es una especie de mamífero mustélido que habita en el sudeste de Asia.

## Características

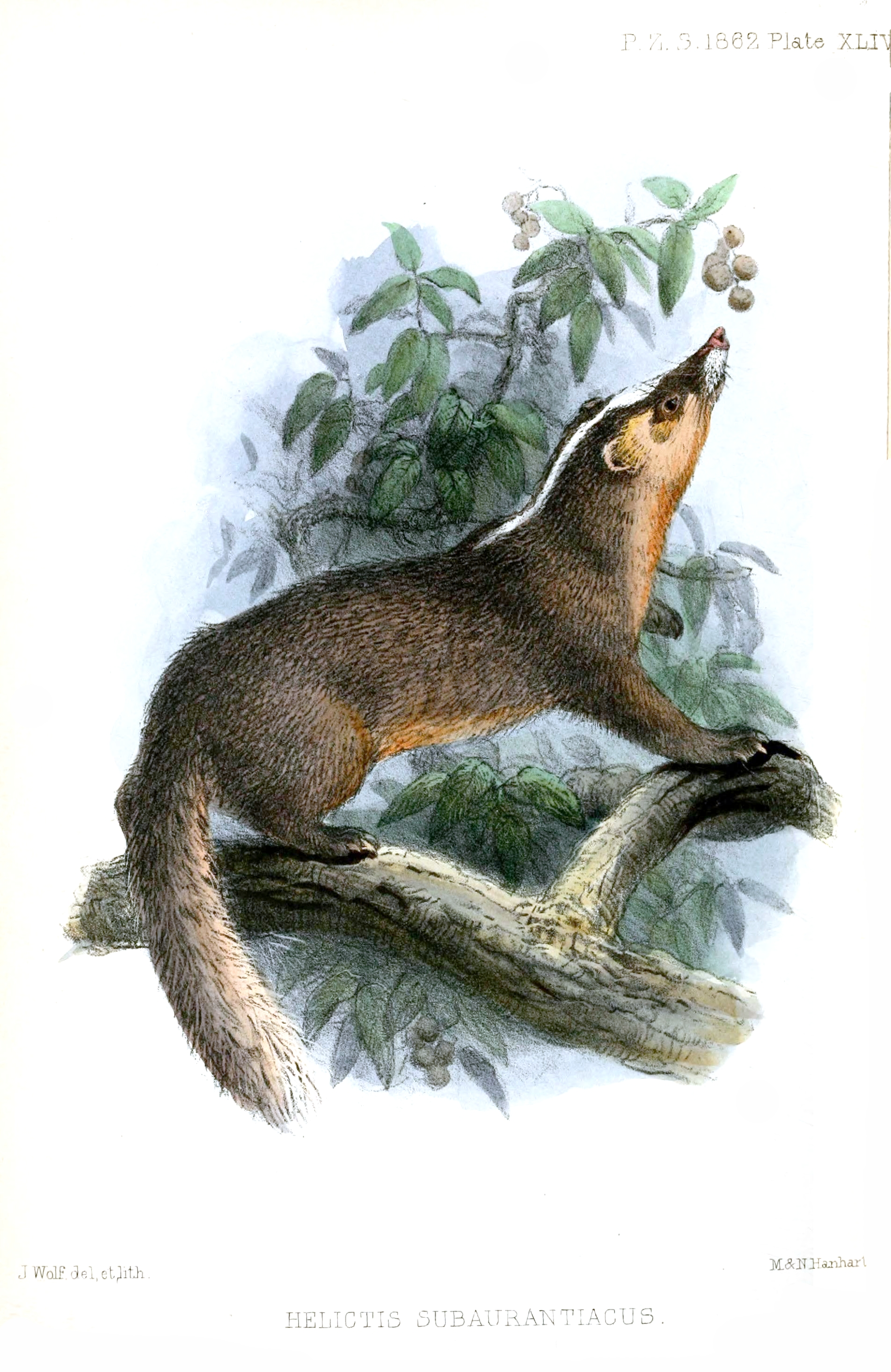
Ilustración.

La longitud corporal promedio del tejón turón chino es de 33 a 43 cm con una cola de 15 a 23 cm. Unas marcas distintivas similares a una máscara lo distinguen de los otros mustélidos, no obstante, los miembros restantes del género Melogale tienen marcas faciales comparables. Este tejón vive en madrigueras o cuevas y es activo al atardecer y en la noche. Es un buen trepador y se alimenta de frutas, insectos, animales pequeños y gusanos. Es feroz cuando se siente amenazado y su secreción de las glándulas anales son malolientes. La hembra da a luz una camada de hasta tres crías entre mayo y junio. 

## Distribución geográfica y hábitat
Vive en las praderas y bosques abiertos del noreste de India hasta el sureste de China, Taiwán y el norte-este de Indochina.